# Касс, Джон
Джон Касс (англ. John Kass; род. 25 июня 1956, Чикаго, Иллинойс, США) — американский журналист, колумнист газеты «Chicago Tribune».

## Биография
Родился в семье греческих иммигрантов. Его отец, имевший в Чикаго бакалейную лавку, был родом из небольшой деревни Ризес в Аркадии (Пелопоннес, Греция), и, будучи молодым человеком, иммигрировал в США в годы гражданской войны в Греции.
В ранние годы работал в разных сферах, в том числе моряком на торговом флоте, землекопом и официантом.
Изучал киноискусство в Колумбийском колледже в Чикаго. Работая в студенческой газете, Касс привлёк к себе внимание Дэрила Фельдмейра, декана факультета журналистики и бывшего редактора газеты «Chicago Daily News».
В 1980 году, при содействии Фельдмейра и преподавателя Леса Браунли, Касс получил возможность проходить практику в газете «Daily Calumet», в итоге став штатным корреспондентом этого издания.
В 1983 году, покинув «Daily Calumet», начал работать в «Chicago Tribune».
Лауреат ряда престижных наград в области журналистики.

## Личная жизнь
Женат. Имеет двух сыновей-близнецов.